# والریک آپینیان
والریک نیکلایی آپینیان (ارمنی: Վալերի Նիկոլայի Ափինյան؛ انگلیسی: Valerik Apinian؛ ۴ آوریل ۱۹۵۰ – ۲۸ ژوئیهٔ ۲۰۱۹) نقاش اهل ارمنستان-روسیه بود.

## زندگی‌نامه
وی در ۴ آوریل ۱۹۵۰ در ماییسیان به دنیا آمد و در کالج هنری لنیناکان و از ۱۹۷۳ تا ۱۹۷۶ در مدرسه عالی هنری صنعتی لنینگراد تحصیل نمود.  وی از سال ۱۹۹۷ عضو اتحادیه نقاشان روسیه بود. وی در ۲۸ ژوئیهٔ ۲۰۱۹  در سن ۶۹ سالگی در سن پترزبورگ درگذشت